# Rob Waddell

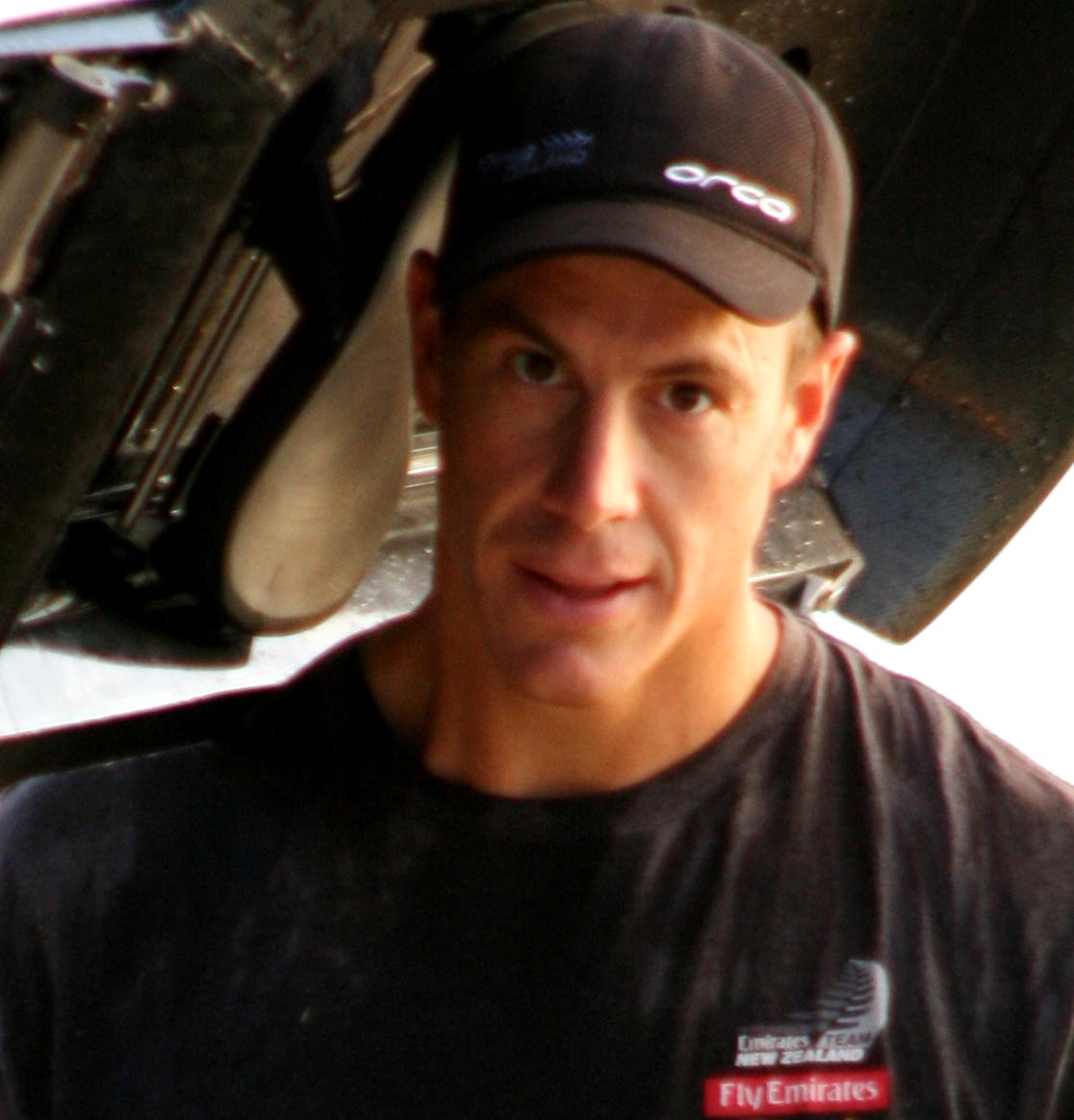
Rob Waddell, 2008

Robert („Rob“) Norman Waddell, ONZM (* 7. Januar 1975 in Te Kūiti) ist ein ehemaliger neuseeländischer Ruderer und Segler. Er wurde einmal Olympiasieger und zweimal Weltmeister im Einerrudern. Außerdem nahm er zweimal am America’s Cup teil.
Waddell begann am King’s College in Auckland mit dem Rudern und war 1992 Austauschschüler in Japan. Er nahm an den Weltmeisterschaften 1994 und 1995 teil, in den Bootsklassen Zweier mit Steuermann, Zweier ohne Steuermann und Vierer ohne Steuermann. 1993 verspürte er erstmals Probleme mit unregelmäßigem Herzschlag, doch erst zwei Jahre später konnte Vorhofflimmern diagnostiziert werden. Damit seine Krankheit keine Belastung für seine Ruderkollegen darstellte, wechselte er auf den Einer.
Bald stieß Waddell an die Weltspitze vor. 1996 war er Siebter bei den Olympischen Spielen in Atlanta, 1997 Achter der Weltmeisterschaften in Frankreich. In den Jahren 1998 und 1999 wurde er Weltmeister und 2000 stellte er einen Weltrekord mit dem Ruderergometer (Indoor-Rudern) auf. Bei den Olympischen Sommerspielen 2000 in Sydney schlug er im Finale Titelverteidiger Xeno Müller und gewann die Goldmedaille. Als erste Person überhaupt wurde Waddell 1998 bis 2000 dreimal in Folge zu Neuseelands Sportler des Jahres gewählt und mit dem Halberg Award ausgezeichnet.
Nach dem Olympiasieg trat Waddell zunächst vom Rudern zurück und probierte zahlreiche Sportarten aus, darunter Rugby Union, bis er sich dann für das Segeln entschied. 2003 wurde er vom Team New Zealand als Grinder engagiert, die Titelverteidigung beim 31. America’s Cup gelang jedoch nicht. 2007 gewann er wiederum als Grinder des Team New Zealand den Louis Vuitton Cup, unterlag aber beim 32. America’s Cup erneut dem Team Alinghi.
Ende 2007 nahm Waddell wieder das Rudertraining auf und schlug in einem Vereinsrennen den amtierenden dreifachen Weltmeister im Einer Mahé Drysdale. Es entbrannte ein spannender Wettstreit um die Qualifikation für die Olympischen Sommerspiele 2008, den Drysdale schließlich mit 2:1 Siegen für sich entschied. Waddell ging jedoch in Peking im Rennen mit dem Doppelzweier mit Nathan Cohen an den Start und erreichte den vierten Platz.
Waddell, der exakt 2 Meter groß ist, hat Betriebswirtschaftslehre an der University of Waikato studiert. Seit 1998 ist er mit der Ruderin Sonia Scown verheiratet.

## Erfolge
Olympische Spiele:
- 1996: 7. im Einer
- 2000: Olympiasieger im Einer
- 2008: 4. im Doppelzweier mit Nathan Cohen

Weltmeisterschaften:
- 1994: 5. im Zweier mit Steuermann, 13. im Zweier ohne Steuermann
- 1995: 10. im Vierer ohne Steuermann
- 1997: 8. im Einer
- 1998: Weltmeister im Einer
- 1999: Weltmeister im Einer

Segeln:
- 2003: Grinder des Team New Zealand, erfolglose Verteidigung des America’s Cup
- 2007: Grinder des Team New Zealand, Gewinn des Louis Vuitton Cup und erfolglose Verteidigung des America’s Cup